# Mathematischer Beratungs- und Programmierungsdienst
Die Mathematischer Beratungs- und Programmierungsdienst GmbH, später mbp Software & Systems GmbH, kurz mbp, war das erste Softwarehaus Europas. Am 26. Februar 1957 wurde es von vierzehn Unternehmen in Dortmund gegründet.
Die Gründer waren:
- Hoesch AG
- Burgardt & Bröckelschen Bankhaus AG
- Rheinstahl Union Brückenbau AG
- Dortmunder Stadtwerke
- Friedrich Uhde GmbH
- Orenstein & Koppel und Lübecker Maschinenbau AG
- VEW
- Gelsenkirchener Bergwerks-AG
- Kaufhaus Küster KG
- Klöwer und Wiegmann
- Konsum-Genossenschaft Dortmund-Hamm eG GmbH
- Otto Büchler
- Wagner & Co Werkzeugmaschinenfabrik
- Johannes Dörnen Stahlbauwerk

Die Idee zu dieser Unternehmensgründung hatte damals der Mathematiker Hans Konrad Schuff, der mit dem Chef des Dortmunder Arbeitsamts, Gerhard Ahl, und der IHK zu Dortmund tatkräftige Unterstützer fand. Das Führungsteam wurde kurze Zeit später von Hans-Gerd Pärli ergänzt, der die Außendarstellung der Firma übernahm. Der erste Firmensitz befand sich in der Kleppingstrasse 26 in Dortmund; mbp war bis 1978 dort ansässig, dann erfolgte ein Umzug in die Semerteichstraße 47–49.
Schuff erkannte, dass die Entwicklung des Computers durch Konrad Zuse neue Möglichkeiten zur Berechnung von Statiken, elektrischen Schwingungen und mathematischen Gleichungen eröffnete. Zu dieser Zeit gab es nur wenige "kommerzielle" Computerhersteller, wie die deutsche Zuse KG oder UNIVAC und IBM aus den USA.
Die Hörder Hüttenunion erteilte den ersten Auftrag zur Umstellung der Lochkartentechnik auf Computer. 1959 wurden 46.000 DM mit 22 Mitarbeitern, 1961 schon 940.000 DM mit 36 Mitarbeitern umgesetzt. Die Dortmunder Hoesch AG übernahm 1971 die Geschäftsanteile aller Mitgründer.
Seit Ende der 1960er-Jahre entwickelte mbp einen COBOL-Compiler, der ab Ende der 1980er-Jahre mit dem Trademark Visual versehen bis in die 1990er-Jahre verkauft wurde.
Es folgten in den 1980er-Jahren erfolgreiche Produkte, wie den Teletex-Controller ("Das gelbe vom Ei"), Software für den BTX-Zugang über analoge Modems, CAD-Systeme, die ersten ISDN-Karten, die Bürokommunikationssoftware "ALIS", das Rohrstatikprogramm ROHR2 und vieles mehr mit insgesamt ca. 750 Mitarbeitern. Viele erfolgreiche Projekte wurden bei Behörden und Instituten, wie der Bundeswehr, der Fraunhofer-Gesellschaft, dem Kraftfahrtbundesamt, dem Bundesgrenzschutz, dem Bundesverkehrsministerium, der Deutschen Telekom (damals noch Deutsche Bundespost) und bei zahlreichen Wirtschaftsunternehmen durchgeführt.
Als seinerzeit besonders innovatives Unternehmen hatte mbp sich – mit Unterstützung der Muttergesellschaft Hoesch AG – auch der Förderung der Kommunikation zwischen Staat, Wissenschaft und Wirtschaft verschrieben. Eine Veranstaltung im Jahr 1988 kann hierfür als Beispiel dienen. Gemeinsam mit der Kölner Stiftung für Kommunikationsforschung im Stifterverband für die Deutsche Wissenschaft realisierte mbp eine Tagung zu den Themen Geldpolitik, Umweltschutz und Wirtschaftspolitik im Wissenschaftszentrum Bonn-Bad Godesberg mit einem Referenten-Mix aus Bundespolitik, Publizistik und Wissenschaft; inhaltliche Beiträge lieferten Hans Matthöfer, Klaus Töpfer, Fides Krause-Brewer, Carl Christian von Weizsäcker, Volker Hauff und Otto Schlecht.
Im Rahmen einer Artikelserie zum 150-jährigen Bestehen der Westfalenhütte veröffentlichten die Ruhr-Nachrichten eine Einschätzung der grundlegenden Bedeutung des Unternehmens mbp und seiner qualifizierten Mitarbeiterschaft als Nukleus für die Entwicklung des IT-Standortes Dortmund. Der Zeitungsbericht beruht unter anderem auf den Erinnerungen des Dortmunder Unternehmers Michael Hoffmann, der von 1984 bis 1991 als Manager im Hoesch-Konzern für die Tochtergesellschaft mbp zuständig war. Der Bericht ist illustriert durch ein Foto aus dem Verlagsarchiv; es zeigt den nordrhein-westfälischen Ministerpräsidenten Johannes Rau beim Unternehmensbesuch im Jahr 1988, begleitet vom Vorstandsvorsitzenden der Hoesch AG, Detlev Karsten Rohwedder, und dem damaligen Hoesch-Arbeitsdirektor, Günter Sieber.
Im Jahr 1992 wurde mbp von der Firma Krupp, die Hoesch kurze Zeit vorher übernommen hatte, an die Firma EDS verkauft, einem IT-Beratungs- und Service-Unternehmen aus den USA mit damals etwa 100.000 Mitarbeitern weltweit.
1998 erfolgte mit EDS ein Umzug in ein neues Gebäude in die Semerteichstraße 50–52. Dort waren bis zum 24. April 2008 noch einige ehemalige Mitarbeiter von mbp in der Informationstechnologie tätig, dann gab EDS den Standort Dortmund auf und zog nach Essen. Nach dem Kauf der EDS durch Hewlett-Packard im Jahre 2009 sind auch heute (2016) noch einige ehemalige mbp-Mitarbeiter bei HP/HPE beschäftigt.

## Gedenktafel
Am 24. September 2016 wurde im Beisein vieler altgedienter mbp-Mitarbeiter eine Gedenktafel am Haus Kleppingstraße 26 enthüllt, die an den ersten Firmensitz erinnert.